# Waiting for the Sun
Waiting for the Sun er det tredje album fra det amerikanske band The Doors. Albummet blev udgivet på Elektra (EKS-74024) i 1968. Pladen, som blev produceret af Paul A. Rothchild og Bruce Botnick, blev bandets første nummer 1 på den amerikanske albumhitliste. Fra albummet blev udsendt singlerne "Hello I Love You" og "Unknown Soldier", hvoraf førstnævnte blev deres europæiske gennembrud. 

## Baggrund
Meget af materialet var skrevet og indspillet tidligere, deriblandt "Hello I Love You" og "Summer's Almost Gone", da bandet gik i studiet Sunset Sound Recorders i Los Angeles slutningen af 1967 med kompositionerne "Unknown Soldier" og "Spanish Caravan". De sidste optagelser blev gjort i et andet studie, T.T&G. Recording Studios i Hollywood i maj og juni 1968, og pladen kom på gaden måneden efter.
Egentlig skulle a-siden have været Jim Morrisons digt Celebration of the Lizard, men idéen blev opgivet, og bandet nøjedes med et uddrag af det, der blev til nummeret Not to Touch the Earth. 

## Track liste
1. "Hello, I Love You" – 2:16
2. "Love Street" – 2:51
3. "Not to Touch the Earth" – 3:55
4. "Summer's Almost Gone" – 3:22
5. "Wintertime Love" – 1:54
6. "The Unknown Soldier" – 3:25
7. "Spanish Caravan" – 3:00
8. "My Wild Love" – 3:01
9. "We Could Be So Good Together" – 2:24
10. "Yes, The River Knows" – 2:36
11. "Five to One" – 4:24

## Eksterne links
- The Doors hjemmeside